# نظری ترکمن
نظری ترکمن (زاده ۱۳۵۲ ولسوالی قلعه ذال ولایت قندوز) سیاستمدار افغانستان و نماینده مردم ولایت قندوز در دوره‌های پانزدهم و شانزدهم مجلس نمایندگان است. وی در مجلس شانزدهم نمایندگان افغانستان عضو کمیسیون امور تقنینی می‌باشد.

## زندگی‌نامه
نظری ترکمن زاده ۱۳۵۲ از ولسوالی قلعه ذال ولایت قندوز می‌باشد. ایشان تحصیلات متوسطه خود را در لیسه/دبیرستان مولوی سراج الدین قندوز در سال ۱۳۸۴ به پایان رسانید و توانست از یک دانشگاه خصوصی در قندوز، در رشته حقوق و علوم سیاسی مدرک لیسانس را کسب کند.

## دیگر فعالیت‌ها
دیگر فعالیت‌های ایشان:
- کارمند وزارت کار و امور اجتماعی.
- عضو مجلس پانزدهم پارلمان افغانستان.